# Фукса, Мартин
Ма́ртин Фу́кса (чеш. Martin Fuksa; 30 апреля 1993, Нимбурк, Чехия) — чешский гребец-каноист, выступает за сборную Чехии в одиночных гребных дисциплинах начиная с 2006 года. Участник летних Олимпийских игр в Рио-де-Жанейро, двукратный чемпион мира, многократный чемпион Европы, серебряный и бронзовый призёр Европейских игр в Баку, мировой рекордсмен на дистанциях 500 и 1000 метров в каноэ-одиночке, победитель многих регат национального и международного значения.

## Биография
Мартин Фукса родился 30 апреля 1993 года в городе Нимбурке Среднечешского края. Серьёзно заниматься греблей начал в возрасте тринадцати лет, проходил подготовку под руководством собственного отца Петра Фуксы, который так же является довольно известным каноистом — многократный чемпион мира и Европы, участник Олимпийских игр.
В 2006 году Фукса впервые стал чемпионом Чехии среди юниоров по гребле на каноэ и вошёл в состав чешской национальной сборной. Является многократным чемпионом мира и Европы среди юниоров и в категории до 23 лет.
Первого серьёзного успеха на взрослом международном уровне добился в сезоне 2012 года, когда побывал на чемпионате Европы в хорватском Загребе и привёз оттуда награду серебряного достоинства, выигранную в зачёте одиночных каноэ на дистанции 500 метров. Год спустя на европейском первенстве в португальском Монтемор-у-Велью одержал победу в обеих дисциплинах, в которых принимал участие: в одиночках на пятистах и тысяче метрах. Ещё через год на аналогичных соревнованиях в немецком Бранденбурге защитил чемпионское звание на полукилометровой дистанции, кроме того, на чемпионате мира в Москве взял бронзу на пятистах метрах и получил серебро на тысяче.
В 2015 году на мировом первенстве в Милане Мартин Фукса был лучшим на дистанции 500 метров, тогда как на 1000 метрах выиграл серебряную медаль, уступив в финале только титулованному немцу Себастьяну Бренделю. Помимо этого, добавил в послужной список золотую награду, завоёванную на домашнем чемпионате Европы в Рачице, и дважды поднимался на пьедестал почёта на первых Европейских играх в Баку: стал третьим на двухстах метрах и вторым на тысяче.
Благодаря череде удачных выступлений удостоился права защищать честь страны на летних Олимпийских играх в Рио-де-Жанейро. Выступал здесь в двух дисциплинах каноэ-одиночек: на дистанции 200 метров дошёл только до утешительного финала «Б», где финишировал первым и занял итоговое девятое место, в то время как на дистанции 1000 метров сумел пробиться в главный финал и показал на финише шестой результат (впоследствии в связи с дисквалификацией бронзового призёра Сергея Тарновского был перемещён в итоговом протоколе на пятую позицию).
В 2018 году Мартин Фукса установил уникальное достижение на чемпионате Чехии, выиграв 7 золотых медалей (каноэ-одиночка и каноэ-двойка 200, 500 и 1000 метров, каноэ-четверка 500 метров). Всего за карьеру на момент окончания сезона 2018 года Фукса завоевал 36 золотых медалей на чемпионатах Чехии.
Мартин Фукса является обладателем мировых рекордов в каноэ-одиночке на дистанциях 500 и 1000 метров. Мировой рекорд на дистанции 500 метров был установлен на этапе кубка мира 2018 в Сегеде (1:43.669), на дистанции 1000 метров — на этапе кубка мира-2018 в Дуйсбурге (3:42.385).
В 2019 году Фукса решил сосредоточиться на олимпийских дистанциях: каноэ-одиночка 1000 м каноэ-двойка 1000 м, на время прекратив выступления на каноэ-одиночке 500 м. В итоге Фуксе удалось завоевать путевки на Олимпиаду в Токио в двух видах: одиночке и двойке со своим младшим братом Петром. Но он впервые не завоевал медалей на крупных турнирах, ни на мировом чемпионате 2019 года, ни на Европейских играх в Минске.
В 2020 году из-за пандемии коронавируса чемпионаты мира и Европы по гребле были отменены, а Олимпийские игры были перенесены на год вперед. Олимпийский, 2021 год, успешно начался для Мартина Фуксы: он выиграл две золотые медали на чемпионате Европы в Познане, в том числе и на олимпийской дистанции 1000 метров.
В 2025 году на чемпионате Европы в Рачице на дистанции 1000 метров завоевал серебряную медаль, а на дистанции 500 метров стал чемпионом Европы.  